# Punata

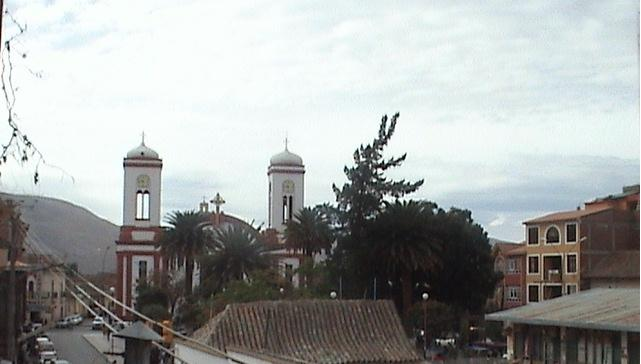
Punata

Punata är huvudstaden i den bolivianska provinsen Punata i departementet Cochabamba.